# Wilhelm Franz Francke

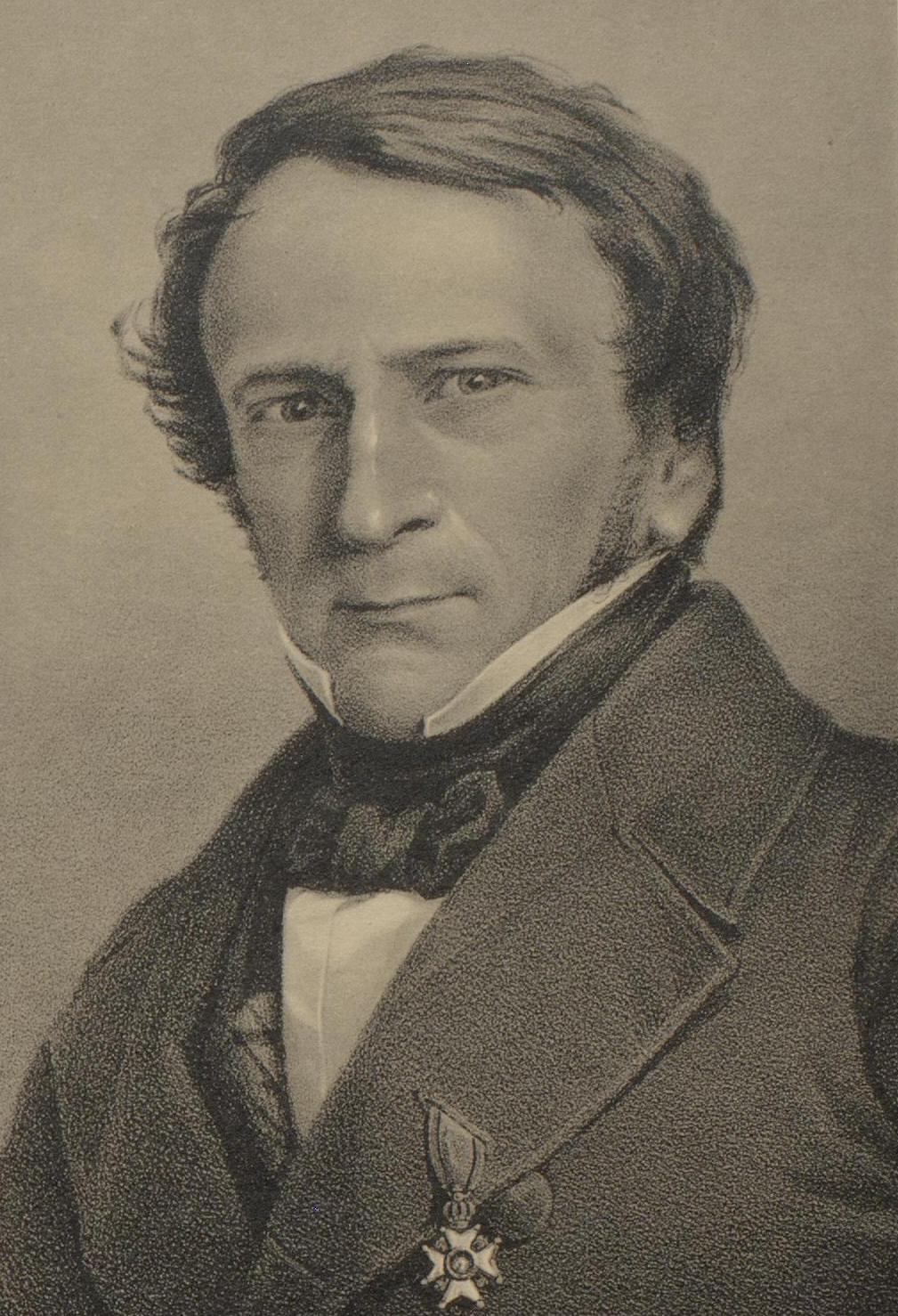
Wilhelm Franz Francke

Wilhelm Franz Gottfried Francke  (* 26. Juli 1803 in Lüneburg; † 12. April 1873 in Göttingen) war ein deutscher Rechtswissenschaftler.

## Leben
Wilhelm Franz Gottfried Franke stammte aus einer Familie, deren Mitglieder zumeist Pastoren im Fürstentum Lüneburg stellten. Sein Vater war ein Buchhalter an der Saline in Lüneburg gewesen und Wilhelm Franz wurde als zweites von sieben Kindern geboren. Nachdem er ab 1816 die Gymnasien in Lüneburg und Braunschweig besucht hatte, bezog er 1820 das Collegium Carolinum in Braunschweig. 1821 begann er an der Universität Göttingen ein Rechtsstudium und wurde am 4. August 1824 zum Doktor der Rechte promoviert. Ostern 1825 habilitierte er sich als Privatdozent, am 1. Juli 1828 wurde er außerordentlicher Professor der Rechte und außerordentliches Mitglied des Spruchkollegiums. 
Ostern 1831 folgte er einem Ruf als ordentlicher Professor an die Universität Jena und wurde, damit verbunden, Oberappellationsgerichtsrat. Im Wintersemester 1836 beteiligte er sich als Rektor der Alma Mater an den organisatorischen Aufgaben der Bildungseinrichtung und wurde im März 1837 Ritter des sächsisch ernestinischen Hausordens. Trotz einigen anderen Angeboten zog er 1844 wieder nach Göttingen als Nachfolger Christian Friedrich Mühlenbruchs und wurde, damit verbunden, Hofrat. Er war Mitherausgeber des Archivs für civilistische Praxis und starb an den Folgen einer Lungenentzündung, die einherging mit Zungenkrebs.
Seine Frau Luise geb. Crome (geb. 7. November 1810), Tochter des Markoldendorfer Superintendenten Friedrich Gottlieb Crome, verlor Francke schon 1863. Von seinen zehn Kindern überlebten ihn sechs. Eine Tochter war mit Paul Wagner verheiratet, dem weltbekannten Direktor der „Landwirtschaftlichen Versuchsstation Darmstadt“. Aus deren Ehe ist Else Wagner hervorgegangen, die spätere Frau von Emil Fuchs.
Die Familie Francke ist zugleich jene alte hannöversche Pfarrfamilie, aus der auch schon August Hermann Francke stammte, der Gründer des Halleschen Waisenhauses, der heutigen Franckesche Stiftungen.

## Werke (Auswahl)
- Comm. de pignore pro naturali debito obligato. Göttingen 1824
- Civilistische Abhandlungen (Göttingen 1826);
- Beiträge zur Erläuterung einzelner Rechtsmaterien Göttingen 1828, Abt. 1
- Das Recht der Noterben und Pflichtteilsberechtigten Göttingen 1831
- Progr. Observationum de jure legatorum et fideicommisorum spec. I. Jena 1832
- Progr. de manumissorum sucessione. I-III. Jena 1834
- Disp. de cautionibus in confessoria et negatoria actione olim praestandis. Jena 1837
- Probabilium de uno casu in §. 2. I. de actionibus commemorato Part. I. Jena 1839
- Exegetisch-dogmatischer Kommentar über den Pandektentitel de hereditatis petitione (Göttingen 1864).